# Glöð
U nordijskoj mitologiji, Glöð („svjetleći ugljen”) je kraljica spomenuta u sagi Þorsteins saga Víkingssonar.
Glöð je kći diva Grímra iz Jötunheimra i njegove žene Alvör (sestra kralja Álfa od Álfheimra). Glöðin muž je vatreni div Logi (Hálogi; sin Fornjótra), a kćeri su im lijepe Eysa i Eimyrja („ugljen”), koje su, poput oca, povezane s vatrom.
Prema mitu, Logi je vatreni div i vatra sama te brat morskog diva Aegira. Glöð, kao Logijeva supruga, ponekad je smatrana božicom vatre, kao i njezine kćeri. Glöðin otac, Grímr, smješten je u Jötunheimr, zemlju divova te je jedan od (vatrenih?) jötunna, dok je Glöðina majka Alvör iz zemlje Álfheimr, što znači da je vilenjakinja. Ponekad se Glöð smatra suprugom boga vatre Lokija, koji se često smatra identičnim Logiju.